# DVB-T Rhein-Main

DVB-T-Logo

Das Sendegebiet von DVB-T Rhein-Main, der Ballungsraum Rhein-Main um Frankfurt sowie angrenzende Regionen in Rheinland-Pfalz, Baden-Württemberg und Bayern werden seit Ende 2004 über den terrestrischen Übertragungsweg per DVB-T mit Digitalfernsehen versorgt.

## Geschichte von DVB-T im Rhein-Main-Gebiet

### Planungsphase
Die Umstellung von analogem Fernsehen auf Digitalfernsehen in Hessen wurde am 8. März 2004 durch den Hessischen Rundfunk, dem ZDF und der Landesanstalt für privaten Rundfunk und neue Medien Hessen gemeinsam mit dem Südwestrundfunk und der Landesrundfunkanstalt der Länder Baden-Württemberg und Rheinland-Pfalz beschlossen.
Zu den technischen Vorbereitungen siehe

### Startschuss und Vorlaufbetrieb
Am 4. Oktober 2004 um 00:00 Uhr fiel der Startschuss für einen Vorlaufbetrieb von zwei Multiplexen, in denen zunächst nur öffentlich-rechtliche Programme aufgeschaltet wurden. Das analoge Fernsehen konnte in dieser Übergangsphase weiter empfangen werden.
| Kanal | Frequenz (MHz) | Multiplex                  | Programme im Multiplex | Gleichwellennetz (SFN)                                                                             |
| ----- | -------------- | -------------------------- | --- | -------------------------------------------------------------------------------------------------- |
| 57    | 762            | ARD national/regional (hr) | - Das Erste (hr) - HR-Fernsehen - Südwest Fernsehen Rheinland-Pfalz - Phoenix | Großer Feldberg (Taunus), Europaturm (Frankfurt), Fernmeldeturm Hohe Wurzel (Taunus bei Wiesbaden) |
| 22    | 482            | ZDFmobil                   | - ZDF - ZDFinfokanal (05:30 bis 18:30 Uhr, Samstag und Sonntag bis 17:30 Uhr) / 3sat (18:30 bis 05:30 Uhr, Samstag und Sonntag ab 17:30 Uhr) - KI.KA (06-21:00 Uhr) / ZDFdokukanal (21-06:00 Uhr) - MHP-Datendienst ZDF DigiText | Großer Feldberg, Europaturm, Fernmeldeturm Hohe Wurzel                                             |

### Regelbetrieb
Zwei Monate später – am 6. Dezember 2004 – wurden drei weitere Multiplexe aufgeschaltet und damit gleichzeitig das analoge Fernsehen abgeschaltet. Auf den Kanälen E08, E34 und E54 wurden zuvor die klassischen drei analogen Programme Das Erste (hr), ZDF und „Das Dritte“ – in Hessen das HR-Fernsehen – vom Rohrmast des hr auf dem Großen Feldberg ausgestrahlt. Neu hinzu kamen mit der großen Umstellung zum Regelbetrieb am 6. Dezember vor allem private Programme. Auf Kanal E57 wurde die Belegung des Multiplexes der öffentlich-rechtlichen Programme teilweise verändert. Insgesamt waren ab 6. Dezember 2004 verschiedene Programme zu empfangen. Das Programmangebot sah wie folgt aus:
Ab 6. Dezember 2004:
| Kanal | Frequenz (MHz) | Multiplex                              | Programme im Multiplex                                                                                             | Gleichwellennetz (SFN)                                                                             |
| ----- | -------------- | -------------------------------------- | --- | -------------------------------------------------------------------------------------------------- |
| 8     | 198,5          | ARD national (hr)                      | - Das Erste (hr) - Arte - Phoenix - ARD-MHP Datendienst                                                            | Großer Feldberg (Taunus), Europaturm (Frankfurt), Fernmeldeturm Hohe Wurzel (Taunus bei Wiesbaden) |
| 57    | 762            | ARD regional (hr) Rhein-Main           | - HR-Fernsehen - Bayerisches Fernsehen Süd (Schwaben/Altbayern) - Südwest Fernsehen Rheinland-Pfalz - EinsFestival | Großer Feldberg, Europaturm, Fernmeldeturm Hohe Wurzel                                             |
| 22    | 482            | ZDFmobil                               | - ZDF - ZDFinfokanal / 3sat - KI.KA (06-21:00 Uhr) / ZDFdokukanal (21-06:00 Uhr) - MHP-Datendienst ZDF DigiText    | Großer Feldberg, Europaturm, Fernmeldeturm Hohe Wurzel                                             |
| 34    | 578            | RTL-Group Hessen                       | - RTL (Hessen) - RTL II - Super RTL - Vox                                                                          | Großer Feldberg, Europaturm, Fernmeldeturm Hohe Wurzel                                             |
| 54    | 738            | ProSiebenSat.1 Hessen                  | - ProSieben - Sat.1 (Hessen/Rheinland-Pfalz) - Kabel Eins - N24                                                    | Großer Feldberg, Europaturm, Fernmeldeturm Hohe Wurzel                                             |
| 64    | 818            | Gemischt privat Rhein-Main (T-Systems) | - Eurosport - Rhein Main TV - Terranova - TV Nah                                                                   | Großer Feldberg, Europaturm, Fernmeldeturm Hohe Wurzel                                             |

Heute (seit 14. Juni 2016):
Die DVB-T-Ausstrahlungen von den Standorten Großer Feldberg, Europaturm und Hohe Wurzel laufen im Gleichwellenbetrieb (Single Frequency Network). Der Multiplex auf Kanal E37 wird zusätzlich noch mit vom Standort Würzberg im Odenwald und Kanal E22 mit dem Rimberg im Knüllgebirge verbreitet. In ganz Hessen war dieses Sendernetz, als es am 4. Oktober und 6. Dezember 2004 schrittweise startete, das Erste seiner Art.
Für die vollständige Tabelle bitte unter SFN den jeweiligen Standort wählen.
| Kanal | Frequenz (MHz) | Multiplex                                                          | Programme im Multiplex | Gleichwellennetz (SFN)                                                                                                  |
| ----- | -------------- | ------------------------------------------------------------------ | --- | --- |
| 37    | 602            | ARD national (hr)                                                  | - Das Erste (hr) - Phoenix - Arte - Tagesschau24 | Großer Feldberg (Taunus), Europaturm (Frankfurt), Fernmeldeturm Hohe Wurzel (Taunus bei Wiesbaden), Würzberg (Odenwald) |
| 39    | 618            | ARD regional (hr) Rhein-Main                                       | - HR-Fernsehen - Bayerisches Fernsehen Nord (Franken) - SWR Fernsehen Rheinland-Pfalz - rbb Fernsehen Berlin | Großer Feldberg, Europaturm, Fernmeldeturm Hohe Wurzel                                                                  |
| 22    | 482            | ZDFmobil                                                           | - ZDF - 3sat - ZDFinfo - KiKA (06-21:00 Uhr) / ZDFneo (21-06:00 Uhr) | Großer Feldberg, Europaturm, Fernmeldeturm Hohe Wurzel, Rimberg (Knüll)                                                 |
| 34    | 578            | RTL-Group Hessen                                                   | - RTL (Hessen) - RTL II - Super RTL - Vox | Großer Feldberg, Europaturm, Fernmeldeturm Hohe Wurzel                                                                  |
| 52    | 722            | Gemischt privat Rhein-Main (Media Broadcast, BetaDigital [Tele 5]) | - Tele 5 - ProSieben Maxx - Nitro - QVC HbbTV-Dienste - Multithek (Internet) - Bloomberg (Internet) - 1-2-3.tv interactiv (Internet) - Ampya (Internet) - Sonnenklar TV (Internet) - Hope TV (Internet) - RiC TV (Internet) - BB-MV-LokalTV (Internet) - Der Aktionär TV (Internet) - QVC (Internet) - QVC Zwei (Internet) - QVC Style (Internet) - Spiegel TV (Internet) - Multithek Radio (Internet) - ItsInTV (Internet) - NHK World TV (Internet) - TecTimeTV (Internet) | Großer Feldberg, Europaturm, Fernmeldeturm Hohe Wurzel                                                                  |
| 54    | 738            | ProSiebenSat.1 Hessen                                              | - ProSieben - Sat.1 (Hessen/Rheinland-Pfalz) - Kabel Eins - Welt - Sixx | Großer Feldberg, Europaturm, Fernmeldeturm Hohe Wurzel                                                                  |
| 59    | 778            | DVB-T2 HD Media Broadcast, freenet TV                              | - Das Erste HD - ZDF HD - Vox HD (verschlüsselt) - RTL HD (verschlüsselt) - Sat.1 HD (verschlüsselt) - ProSieben HD (verschlüsselt) | Großer Feldberg, Europaturm, Fernmeldeturm Hohe Wurzel                                                                  |

### DVB-T in ganz Hessen
Am 29. Mai 2006 wurde im Rahmen des Hessentags in Hessisch Lichtenau feierlich in den restlichen Gebieten des Landes Hessen auf digitales Antennenfernsehen umgestellt und das Analogfernsehen abgeschaltet, wobei sich daran nur die öffentlich-rechtlichen Programmanbieter beteiligten. Der Startschuss erfolgte durch Knopfdruck um 15:05 Uhr von Ministerpräsident Roland Koch sowie den Intendanten Helmut Reitze (hr) und Markus Schächter (ZDF). Mit der Umstellung kam es auch im Rhein-Main-Gebiet zu umfangreichen Veränderungen bezüglich der Kanalbelegung und des Programmangebots.

### Rückzug der RTL-Gruppe
Die RTL-Gruppe hat zum 1. August 2013 die Ausstrahlung im Raum München eingestellt. Die für den 31. Dezember 2014 angekündigte bundesweite Einstellung der terrestrischen Verbreitung wurde bislang nicht umgesetzt.

### Sendegebiet
Das Sendegebiet von DVB-T Rhein-Main umfasst laut Medienberichten ein Einzugsgebiet von rund 6,5 Millionen Einwohnern und reicht bis nach Rheinland-Pfalz, Baden-Württemberg und Unterfranken in Bayern hinein. Ausgehend vom prognostizierten Empfang wird das Sendegebiet in drei Zonen gegliedert (s. o. Prognosekarte hr).
Im Kernbereich ist ein stabiler Empfang mit einer Zimmerantenne innerhalb von Gebäuden prognostiziert. Dieser Bereich erstreckt sich über weite Teile der Wetterau und den westlichen Rand des Main-Kinzig-Kreises über das Stadtgebiet von Frankfurt und Offenbach entlang des Mains nach Wiesbaden und Mainz. Den Rhein flussaufwärts ist der Empfang im südöstlichen Teil des rheinland-pfälzischen Landkreises Mainz-Bingen sowie im gesamten hessischen Landkreis Groß-Gerau bis nach Gernsheim im Süden garantiert. Des Weiteren ist der Vordertaunus überaus gut versorgt. Im Hintertaunus variiert die Empfangsfeldstärke je nach Lage sehr stark.
Am Rande des Kernbereichs liegt ein Bereich mit mittlerer Empfangsfeldstärke, in dem stabiler Empfang mit Außenantenne prognostiziert wird. Dort kann es durchaus vorkommen, dass eine Zimmerantenne zum Empfang ausreicht, garantiert wird der Empfang jedoch nur außerhalb von Gebäuden. Dieser Bereich erweitert den Kernbereich zusätzlich um etwa 10 bis 15 Kilometer. Er umfasst die Landkreise Offenbach, Darmstadt-Dieburg in Hessen und Alzey-Worms in Rheinland-Pfalz.
Der äußere Bereich mit prognostiziertem Dachantennenempfang erweitert die inneren Bereiche vor allem im Norden des Rhein-Main-Gebiets um Teile Mittelhessens und im Süden um den Rheingau und Rheinhessen. Er reicht im Westen bis Bingen am Rhein, im Norden bis in den Westerwald sowie nach Gießen und im Osten bis Gelnhausen und Aschaffenburg. Trotz seiner Nähe wird der Odenwald vom Rhein-Main-Gebiet nur in Lagen mit direkter Sicht zum nordwestlichen Horizont versorgt. Im Süden sind die Rhein-Main-Programm Multiplexe entlang der Oberrheinischen Tiefebene bis nach Mannheim, Ludwigshafen am Rhein, Heidelberg und Speyer in der Region Rhein-Neckar zu empfangen. Dort überschneidet sich das Sendegebiet von DVB-T Rhein-Main mit dem von DVB-T Rhein-Neckar, bei dem sich jedoch bis dato keine privaten Programmanbieter, sondern nur Öffentlich-Rechtliche an Ausstrahlungen beteiligen.

#### Weitere im Rhein-Main-Gebiet je nach Lage mit Richt-Dachantenne empfangbare DVB-T-Standorte
| Standort                           | Versorgungsgebiet                          | Koordinaten                       | Zuständige Rundfunkanstalt | Ergänzende Programme | Anmerkung |
| ---------------------------------- | ------------------------------------------ | --------------------------------- | -------------------------- | --- | --- |
| Kreuzberg (Rhön)                   | Bayern: Nördliches Unterfranken            | 50° 22′ 12,4″ N, 009° 58′ 48,4″ O | BR                         | Kanal 36 (594 MHz): - EinsPlus - Arte (24 h) Kanal 46 (674 MHz): - ARD alpha - MDR Fernsehen Thüringen - BR Fernsehen Nord (Franken) (in besserer Qualität)                         | Empfang in östlicher Kernzone Rhein-Main sehr gut. Zum Teil über Zimmerantenne oder Außenantenne nutzbar. Durch gerichtetes Antennendiagramm ab Darmstadt kein Empfang. |
| Heidelstein (Rhön)                 | Hessen: Osthessen                          | 50° 27′ 31,0″ N, 010° 00′ 24,0″ O | hr                         | Kanal 35 (586 MHz): - MDR Fernsehen Thüringen | Empfang in östlicher Kernzone Rhein-Main sehr gut. Zum Teil über Zimmerantenne oder Außenantenne nutzbar. |
| Rimberg (Knüll)                    | Hessen: Osthessen                          | 50° 47′ 54,0″ N, 009° 27′ 45,0″ O | hr                         | Kanal 35 (586 MHz): - MDR Fernsehen Thüringen | Empfang in Kernzone Rhein-Main teilweise gut. Zum Teil über Zimmerantenne oder Außenantenne nutzbar. |
| Würzberg (Odenwald)                | Hessen: Südhessen/Odenwald                 | 49° 39′ 28,0″ N, 009° 04′ 08,0″ O | hr                         | Kanal 53 (730 MHz): - SWR Fernsehen Baden-Württemberg (in besserer Qualität) - WDR Fernsehen Köln                                                                                   | Empfang in Kernzone Rhein-Main sehr gut. Zum Teil über Zimmerantenne oder Außenantenne nutzbar. |
| Angelburg (Dillenburg)             | Hessen: Mittelhessen                       | 50° 47′ 18,0″ N, 008° 25′ 44,0″ O | hr                         | Kanal 24 (498 MHz): - WDR Fernsehen Köln | Empfang in nördlicher Kernzone Rhein-Main teilweise sehr gut. Zum Teil über Zimmerantenne oder Außenantenne nutzbar. |
| Pfaffenberg (Spessart)             | Bayern: Mittleres Unterfranken             | 49° 55′ 57,0″ N, 009° 14′ 25,0″ O | BR                         | Kanal 36 (594 MHz): - EinsPlus - Arte (24 h) Kanal 46 (674 MHz): - ARD alpha - MDR Fernsehen Thüringen - BR Fernsehen Nord (Franken) (in besserer Qualität)                         | Empfang in Kernzone Rhein-Main sehr gut. Zum Teil über Zimmerantenne oder Außenantenne nutzbar. |
| Donnersberg (Pfälzer Wald)         | Rheinland-Pfalz: Pfalz                     | 49° 37′ 29,0″ N, 007° 55′ 38,0″ O | SWR (Rheinland-Pfalz)      | Kanal 57 (762 MHz): - EinsPlus - Arte (24 h) Kanal 44 (658 MHz): - WDR Fernsehen Köln - SWR Fernsehen Rheinland-Pfalz (in besserer Qualität)                                        | Empfang in Kernzone Rhein-Main sehr gut. Zum Teil über Zimmerantenne oder Außenantenne nutzbar. |
| Hoher Meißner (Meißner)            | Hessen: Nordhessen                         | 51° 12′ 28,0″ N, 009° 50′ 50,0″ O | hr                         | Kanal 55 (746 MHz): - NDR Fernsehen Niedersachsen - MDR Fernsehen Thüringen - WDR Fernsehen Köln                                                                                    | Empfang in Kernzone Rhein-Main nur sehr schlecht möglich. Im Norden des Taunus und im Vogelsberg teilweise gut über Dachantenne empfangbar. |
| Essigberg (Habichtswald)           | Hessen: Nordhessen                         | 51° 18′ 50,0″ N, 009° 20′ 45,0″ O | hr                         | Kanal 55 (746 MHz): - NDR Fernsehen Niedersachsen - MDR Fernsehen Thüringen - WDR Fernsehen Köln                                                                                    | Empfang in Kernzone Rhein-Main nur sehr schlecht möglich. Im Norden des Taunus und im Vogelsberg teilweise gut über Dachantenne empfangbar. |
| Königstuhl (Heidelberg)            | Baden-Württemberg: Kurpfalz                | 49° 24′ 13,6″ N, 008° 43′ 42,3″ O | SWR (Baden-Württemberg)    | Kanal 60 (786 MHz): - EinsPlus - Arte (24 h) Kanal 49 (698 MHz): - WDR Fernsehen Köln - SWR Fernsehen Baden-Württemberg (in besserer Qualität)                                      | Empfang in Kernzone Rhein-Main nur sehr schlecht möglich, da Sendestandort hinter dem Odenwald liegt. Südlich der Kernzone und westlich von Darmstadt teilweise guter Empfang. Rüsselsheim (66 km Entfernung) ist die Empfangsgrenze in Richtung Westen, sowie Bingen (85 km Entfernung) in Richtung Nord-Westen. |
| Hunau (Hochsauerland)              | Nordrhein-Westfalen: Sieger- und Sauerland | 51° 12′ 22,0″ N, 008° 22′ 38,0″ O | WDR                        | Kanal 60 (786 MHz): - One (24 h) - Arte (24 h) Kanal 27 (522 MHz): - WDR Fernsehen Südwestfalen (in besserer Qualität) - MDR Fernsehen Sachsen-Anhalt - NDR Fernsehen Niedersachsen | Empfang in Kernzone Rhein-Main nur sehr schlecht möglich. Im Norden des Taunus und im Vogelsberg teilweise sehr gut über Dachantenne empfangbar. |
| Nordhelle (Ebbegebirge)            | Nordrhein-Westfalen: Sieger- und Sauerland | 51° 08′ 48,6″ N, 007° 46′ 23,0″ O | WDR                        | Kanal 60 (786 MHz): - One (24 h) - Arte (24 h) Kanal 27 (522 MHz): - WDR Fernsehen Südwestfalen (in besserer Qualität) - MDR Fernsehen Sachsen-Anhalt - NDR Fernsehen Niedersachsen | Empfang in Kernzone Rhein-Main nur sehr schlecht möglich. Im Norden des Taunus und im Vogelsberg teilweise sehr gut über Dachantenne empfangbar. |
| Großer Inselsberg (Thüringer Wald) | Thüringen: Westthüringen                   | 50° 51′ 04,0″ N, 010° 27′ 57,0″ O | MDR                        | Kanal 53 (730 MHz): - One (24 h) - Arte (24 h) Kanal 48 (690 MHz): - MDR Fernsehen Thüringen (in besserer Qualität) - rbb Fernsehen Brandenburg                                     | Empfang in Kernzone Rhein-Main nur sehr schlecht möglich. Im Nordosten teilweise über Dachantenne empfangbar. |

## DVB-T2 HD
Der Nachfolger DVB-T2 HD von DVB-T wurde zum Start der ersten Stufe am 31. Mai 2016 auf drei Sendeanlagen in Betrieb genommen. Damit sind in HD Das Erste, Pro Sieben, Sat.1, RTL, Vox und das ZDF über Antenne empfangbar.
| Senderstandort                 | Bundesland | Kanal | Sendeleistung |
| ------------------------------ | ---------- | ----- | ------------- |
| Großer Feldberg                | Hessen     | 59    | 50 kW         |
| Frankfurt am Main (Europaturm) | Hessen     | 59    | 50 kW         |
| Wiesbaden (Hohe Wurzel)        | Hessen     | 59    | 100 kW        |

Der Regelbetrieb begann am 29. März 2017 im Rhein-Main-Gebiet, in Südhessen und am Sender Rimberg sowie am Sender Würzberg. Der Stadtsender in Darmstadt, der einen Indoor-Empfang ermöglicht, ist seitdem neu im Ensemble der digital terrestrischen TV-Verbreitung.